# مجله جهانی علوم و مدیریت محیط زیست

نشریه جهانی علوم و مدیریت محیط زیست یک مجله دانشگاهی مدیریت محیط زیست با دسترسی آزاد و معتبر است. در سال ۲۰۱۴ تأسیس شد و هر سه ماه یکبار منتشر می‌شود. این عضو کمیته اخلاق انتشارات است. سردبیر اصلی و بنیانگذار فعلی، جعفر نوری (استاد دانشگاه علوم پزشکی تهران) است.

## چکیده و نمایه‌سازی
این نشریه در پایگاه‌های کتابشناسی زیر فهرست بندی و چکیده شده‌است
- منبع تحقیقات جهان عرب
- چکیده CAB
- فهرست استنادی منابع در حال ظهور
- اسکوپوس
- پایگاه علوم دامپزشکی